# Gunstwerber
Gunstwerber (Gunstvärvarna), op.4, är en vals av Johann Strauss den yngre. Den spelades första gången den 15 oktober 1844 på Café Dommayer i Wien.

## Historia

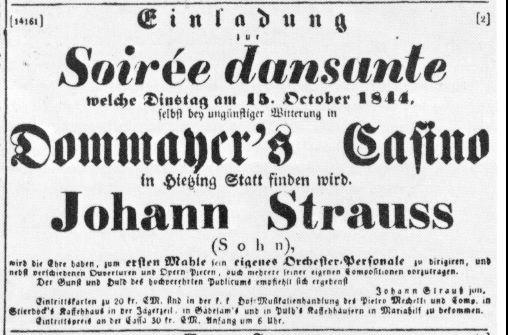
Affisch för Johann Strauss den yngres debut på "Soirée dansante".

Den då 18-årige Johann Strauss erhöll i september 1844 tillstånd av staden Wien att med sin orkester få spela vid offentliga baltillställningar. Redan sex veckor senare, den 15 oktober 1844 gav Johann Strauss sin första konsert som dirigent och kompositör på Café Dommayer i Hietzing, en förort till Wien i närheten av slottet Schönbrunn.
Egentligen hade Johann Strauss fader (Johann Strauss den äldre) förbjudit sina söner att ge sig på musikerbanan, men deras moder hade andra planer såsom hämnd för sin makes otrohet.

## Premiär
Café Dommayer var mycket omtyckt av Wiens förnäma sällskap och anordnade denna afton en "Soirée dansante". Men sensationen att sonen till den berömde valskompositören skulle ge sin första konsert drog så mycket människor att trängseln i salen förhindrade varje tillfälle till dans.
Strauss öppnade konserten med ouvertyren till Daniel Aubers opera Den stumma från Portici, följd av Cavatinan från Robert le Diable av Giacomo Meyerbeer. Båda mottogs entusiastiskt. Sedan kom ögonblicket som den förväntansfulla publiken hade väntat på. Valsen Gunstwerber hade Strauss komponerat särskilt för sin debut och vid samma tillfälle framfördes även hans vals Sinngedichte op. 1, kadriljen Debut-Quadrille op. 2, polkan Herzenslust op. 3, samt som ett bevis på sin respekt för fadern, dennes vals Loreley-Rheinklänge. Trots att Gunstwerber var hans fjärde opusnummer var det likväl den kompositionen som var den första som världen fick höra. Förväntan hos åhörarna var stor och frågan om faderns talanger som kompositör hade gått i arv till sonen kunde vid slutet av aftonen med "ja" besvaras.

## Kritik
Publiken var nöjd och tillfreds, och några dagar senare skrev redaktören för en österrikisk morgontidning följande ord: "Själv hörde jag endast ouvertyren av Auber och 'Gunstwerber' då det bara var möjligt för de hyperentusiastiska att hålla ut flera timmar i denna hetta. Men utifrån dessa båda stycken kan jag med rätta konstatera att det i Strauss bor en ganska skicklig dirigenttalang och att han, med tanke på sina kompositioner, besitter samma melodiflöde och samma pikanta och effektfulla instrumentering som sin fader, vars kompositionssätt han inte kan beskyllas för att vara en slavisk imitatör av."
Musikkritikern Ernst Décsey skrev om Strauss vals: "Som om sång hade brutit ut från husets alla tre våningar [...] samma charm, samma modesta piano, samma genljudande forte som hos fadern. Basarna mullrar, mellandelarna lockar och soloviolinens tema vibrerar över till damerna."

## Om valsen
Speltiden är ca 7 minuter och 20 sekunder plus minus några sekunder beroende på dirigentens musikaliska tolkning.

## Weblänkar
- Dynastin Strauss 1845 med kommentarer om Gunstwerber
- Gunstwerber i Naxos-utgåvan.